# Acrocercops terminaliae
Acrocercops terminaliae là một loài bướm đêm thuộc họ Gracillariidae. Loài này có ở Ấn Độ (West Bengal).
Ấu trùng ăn Terminalia catappa và Terminalia myriocarpa. Chúng có thể ăn lá nơi chúng làm tổ.